# Утакмице фудбалске репрезентације Мађарске 1923.
| Домаћин · 1923 | Гост · 1923 |

Фудбалска репрезентација Мађарске је током 1923. године одиграла шест утакмица. У пролеће је екипа три пута играла у гостима, резултати су били подељени нерешено против Италије, победа против Швајцарске и пораз од Аустрије. Мађарска је добила све три јесење утакмице код куће: против Финске, Аустрије и Шведске. Све утакмице су биле пријатељског карактера.
Савезни капетан националног тима је био:
- Ђула Киш

## Утакмице
| Италија | 0 : 0    | Мађарска |
| ------- | -------- | -------- |
|         | Извештај |          |

| Швајцарска     | 1 : 6 (0 : 1) | Мађарска                                     |
| -------------- | ------------- | -------------------------------------------- |
| Абеглен II 75’ | Извештај      | Молнар 4’ 57’ · Орт 55’ 77’ · Хирцер 63’ 65’ |

| Аустрија      | 1 : 0 (0 : 0) | Мађарска |
| ------------- | ------------- | -------- |
| Ф. Сватош 79’ | Извештај      |          |

| Мађарска                         | 3 : 1 (0 : 1) | Финска   |
| -------------------------------- | ------------- | -------- |
| Браун 50’ (пен) 53’ · Хирцер 86’ | Извештај      | Лина 37’ |

| Мађарска                             | 2 : 0 (0 : 0) | Аустрија |
| ------------------------------------ | ------------- | -------- |
| Молнар 69’ (пен) · Калман Чонтош 72’ | Извештај      |          |

| Мађарска           | 2 : 1 (2 : 1) | Шведска  |
| ------------------ | ------------- | -------- |
| Ајзенхофер 11’ 36’ | Извештај      | Детер 2’ |

Састав репрезентације Мађарске на 89. утакмици
Ференц Платко Карољ Фогл II, Јожеф Фогл III,  Вилмош Кертес II, Бела Баубах, Ђерђ Молнар, Ђерђ Орт, ференц Хирцер, Арпад Вајс
- Селектор: Ђула Киш[3]

Састав репрезентације Мађарске на 90. утакмици
Ференц Платко, Карољ Фогл II, Јожеф Фогл III,  Вилмош Кертес II, Арпад Хајош, Золтан Блум, Јожеф Браун, Ђерђ Молнар, Ђерђ Орт, ференц Хирцер, Арпад Вајс
- Селектор: Ђула Киш[4]

Састав репрезентације Мађарске на 91. утакмици
Игнац Амшел, Карољ Фогл II, Јожеф Фогл III,  Вилмош Кертес II, Арпад Хајош, Антал Пруха  72’ (Јожеф Сабо  72’), Јожеф Браун, Јожеф Такач II, Јожеф Урик, ференц Хирцер, Арпад Вајс
- Селектор: Ђула Киш[5]

Састав репрезентације Мађарске на 92. утакмици
Карољ Жак, Карољ Фогл II, Ђула Манди,  Вилмош Кертес II, Габор Компоти Клебер, Золтан Блум, Јожеф Браун, Јожеф Такач II, Роберт Винклер, Антал Шиклоши, ференц Хирцер
- Селектор: Ђула Киш[6]

Састав репрезентације Мађарске на 93. утакмици
Јанош Бири, Карољ Фогл II, Ђула Манди,  Вилмош Кертес II, Габор Компоти Клебер, Золтан Блум, Нандор Паулус, Ђерђ Молнар, Јожеф Јесмаш, Калман Чонтош, Золтан Опата
- Селектор: Ђула Киш[7]

Састав репрезентације Мађарске на 94. утакмици
Ференц Фехер, Карољ Фогл II, Ђула Манди,  Вилмош Кертес II, Ђерђ Орт, Золтан Блум, Јожеф Браун, Ђерђ Молнар, Михаљ Патаки, Ајзенхофер, Михаљ Шолти
- Селектор: Ђула Киш[8]

## Играчи репрезентације
| - Ференц Платко - Карољ Жак - Јожеф Браун - Ђерђ Орт - Арпад Вајс - Ференц Хирцер - Карољ Фогл - Арпад Хајош - Ференц Фехер - Михаљ Патаки - Јожеф Ајзенхофер - Јожеф Такач |